# Alexandru Buzilă
Alexandru Buzilă (n. 29 septembrie 1930, Șaru Dornei, Suceava) este un geolog român.
Între anii 1956-1959 a participat la lucrările de explorare geologică a zăcământului „Avram Iancu” din județul Bihor.
În anul 1961 a devenit director al Unității de Prospecțiuni și Explorări pentru Metale Radioactive și Rare București. 
Din anul 1988 până în 1996 când s-a pensionat, a ocupat funcția de inginer-șef al Regiei Autonome pentru Metale Rare București.

## Premii
- 1987 Premiul „Grigore Cobălcescu” al Academiei Române pentru lucrarea Cercetări geologice și de valorificare a unor zăcăminte de minereuri grele și de pământuri rare din România.

## Distincții
- 1959 Ordinul Muncii
- 1968 Ordinul „Steaua României”
- 1974 Ordinul „23 August”
- 1979 Ordinul „Tudor Vladimirescu”

## Lucrări publicate
- Datarea geocronologică Rb/Sr a granitoidelor de Pricopan și Greci (Dobrogea de nord) și analiza relațiilor structurale dintre aceste masive (coautor), „Revista Minelor”, nr.2, București, 1984;
- Vârste izotopice Rb/Sr pentru stabilirea fazelor de punere în loc a unor masive granitice din Dobrogea de nord (coautor), Asociația Geologică Carpato-Balcanică, Cracovia-Polonia, 1985;
- Cercetări geologice și de valorificare a unor zăcăminte de minereuri grele și de pământuri rare din România, București, 1987.